# Georges Palante
Georges Toussaint Léon Palante (Saint-Laurent-Blangy, 20 november 1862 — Hillion, 5 augustus 1925) was een Frans filosoof en anarchist uit Noord-Frankrijk.

## Biografie
Georges Toussaint Léon Palante werd in Franse Blangy-les-Arras geboren, tegenwoordig: Saint-Laurent-Blangy. Hij ging in 1879 eerst in Arras naar school, maar in 1881 naar het Lycée Louis-le-Grand in Parijs. Hierna kreeg hij een beurs voor een studie filosofie aan de universiteit van Douai, van 1883 tot 1885. In het laatste studiejaar 1885 kreeg Palante een aanstelling als leraar filosofie in Aurillac. Van 1886 tot 1888 onderwees hij hetzelfde aan het lyceum van Châteauroux; in deze periode (1887) huwde Palante met Louise Genty, waarmee hij in 1890 een dochter Germaine kreeg. Het huwelijk werd in 1897 ontbonden. Vanaf 1890 gaf hij les aan het lyceum van Saint-Brieuc. Tussen 1888 en 1898 gaf hij nog les op verschillende andere scholen les: in Valenciennes, La Rochelle en Niort, om ten slotte terug te keren naar Saint-Brieuc. Hier bleef hij tot aan zijn zelfgekozen dood in 1925. Hij was in deze tijd korte tijd met Louise Pierre getrouwd, maar ook dit huwelijk liep op de klippen. Palante pleegde op 5 augustus 1925 in Hillion bij Saint-Brieuc zelfmoord.

### Gemeentepolitiek
Hij deed in 1908 zonder succes mee aan de gemeenteraadsverkiezingen. Toen hij het in 1919 opnieuw probeerde, werd het weer geen succes. Daarna liet hij zijn bescheiden politieke ambities varen.

## Publicist en filosoof
Palante interesseerde zich al vroeg voor de filosofie. Hij begon vanaf 1901 zelfstandige publicaties te schrijven, in het begin meestal in de vorm van tijdschriftartikelen.

### Publicaties
In 1893 vertaalde Georges Palante het boek van de pedagoog en filosoof Theobald Ziegler, dat in Frankrijk onder de titel La Question sociale est une question morale verscheen. Hij begon ook actief te worden als publicist. Zo begon zijn medewerking aan het tijdschrift Revue philosophique de France et de l'étranger, die tot 1916 zou duren. Vanaf 1911 verving hij bovendien Jules de Gaultier bij de Revue du Mercure de France, waar hij vooral recensies over nieuw verschenen filosofische werken schreef. Hij legde dit werk voor de Revue de Mercure pas neer in 1923, toen hij in conflict kwam met Jules de Gaultier naar aanleiding van diens nieuwe in 1922 verschenen boek La philosophie officielle et la philosophie.
Vanaf 1901 verschenen verschillende eigen essays en studies, zoals de Précis de sociologie (1901), Combat pour l'individu (1904), Sensibilité individualiste (1908),  Pessimisme et individualisme (1914). Une polémique interrompue? ou le bovarysme: un bluff philosophique à l'Imprimerie moderne (1924).

### Dissertatie
Opnieuw begon hij te studeren, deze keer aan de Sorbonne met het doel te promoveren in de filosofie. In 1911 kreeg hij echter te horen dat zijn dissertatie niet kon rekenen op voldoende steun. Hij besloot daarop in 1912 de verwikkelingen rond zijn werk in de Revue du Mercure de France te publiceren onder de titel Autour d'une thèse refusée en Sorbonne. Daaropvolgende werd zijn dissertatie onder de titel antinomies entre l'individu et la société in hetzelfde blad uitgegeven.

### Filosofie
Uit het werk van Palante spreekt een bewondering voor Friedrich Nietzsche en belangstelling voor Sigmund Freud. In 1912 verscheen La philosophie du bovarysme van Jules de Gaultier, dat een grote invloed zou uitoefenen op Palante. Zijn ideeën werden gekenmerkt door een radicaal individualisme, een afwijzing van de samenleving als een dictatoriaal dwangbuis voor het individu. Elke samenleving is volgens Palante jaloers op elke "superioriteit, onafhankelijkheid en originaliteit". Hij wees daarom elke maatschappijvorm af, zowel de democratie als de theocratie. Bovendien had hij geen hoop, dat het ooit beter zou worden of dat het individu (in plaats van het collectief) de drager van een nieuw ideaal zou kunnen worden. Georges Palante wordt daarom ook wel in de stroming van het nihilisme geplaatst. In sommige van zijn werken komt ook de invloed van Max Stirners Der Einzige und sein Eigentum en Henrik Ibsens Een vijand van het volk voor.
In 1916 maakte hij kennis met de veel jongere, onorthodoxe socialist en schrijver Louis Guilloux uit zijn geboortestreek. Zowel Guilloux als Jean Grenier en de hedendaagse filosoof Michel Onfray zijn beïnvloed door het gedachtegoed van Georges Palante. Sinds enkele jaren wordt het werk van Palante opnieuw uitgegeven.

## Werken (onvolledige opsomming)
- L'esprit de corps, artikel in Revue Philosophique (1899)
- L'esprit administratif, artikel in Revue Socialiste (1900)
- Le dilettantisme social et la philosophie du "Surhomme", artikel in Revue Philosophique (1900)
- Précis de sociologie, Alcan (1901)
- Les dogmatismes sociaux et la libération de l'individu, artikel in Revue Philosophique  (1901)
- L'impunité de groupe, artikel in La Plume (1902)
- La mentalité du révolté, artikel in Revue du Mercure de France (1902)
- La théologie sociale et son mécanisme, artikel in Revue Philosophique (1902)
- L'idole pédagogique, artikel in revue Philosophique (1903)
- Le bovarysme: une moderne philosophie de l'illusion, artikel in Revue du Mercure de France (1903)
- Combat pour l'individu, Alcan. (1904)
- L'ironie. Etude psychologique, artikel in Revue Philosophique (1906)
- Anarchisme et individualisme. Etude de psychologie sociale, artikel in Revue Philosophique (1907)
- La sensibilité individualiste, Alcan. 1909
- L'esprit prêtre laïc, artikel in Revue du Mercure de France 1909
- La sociologie de G. Simmel, recensie in Revue Philosophique 1901
- Jules de Gaultier, artikel in Revue des Idées (1910)
- Les antinomies entre l'individu et la société, Alcan (1912)
- Autour d'une thèse refusée en Sorbonne, artikel in Revue du Mercure de France (1912)
- Pessimisme et individualisme, Alcan (1914)
- Nostaglie et futurisme, artikel in Revue Philosophique (1916)
- La sentimentalité. Etude psychologique, artikel in Revue du Mercure de France (1917)
- Du nouveau en politique! Des problèmes nouveaux! Des partis nouveaux! Des hommes nouveaux!, Duperret (1919)
- Sur le style des philosophes, artikel in Le Monde Nouveau (1923)
- Une polémique interrompue... ou le bovarysme: un bluff philosophique, Imprimerie moderne, Saint Brieuc, (1924)

- Bibsys: 1008239
- Biblioteca Nacional de España: XX1388946
- Bibliothèque nationale de France: cb12057498t (data)
- CiNii: DA00266008
- Gemeinsame Normdatei: 118948385
- International Standard Name Identifier: 0000 0000 8102 9382
- Library of Congress Control Number: n79054536
- Bibliotheek van het Japanse parlement: 00452038
- Nationale Bibliotheek van Tsjechië: jo2010589275
- Nationale Bibliotheek van Israël: 987007279161805171
- Nederlandse Thesaurus van Auteursnamen: 068267576
- Réseau des bibliothèques de Suisse occidentale: 02-A003666061
- Système universitaire de documentation: 028817303
- Virtual International Authority File: 24621997
- WorldCat: E39PBJgHh6DGgRfy6QJCcRQTHC